# Champagne-Mouton
Champagne-Mouton település Franciaországban, Charente megyében. Lakosainak száma 877 fő (2022. január 1.). Champagne-Mouton Benest, Chassiecq, Nanteuil-en-Vallée, Saint-Coutant, Turgon, Le Vieux-Cérier és Vieux-Ruffec községekkel határos.

## Népesség
A település népessége az elmúlt években az alábbi módon változott:
| Lakosok száma | 1063 | 975  | 1012 | 987  | 945  | 901  | 874  | 878  | 879  | 877  |
|               | 1968 | 1982 | 1990 | 2006 | 2013 | 2015 | 2017 | 2019 | 2020 | 2022 |